# Leptodactylus magistris
Leptodactylus magistris es una especie de ránidos de la familia Leptodactylidae. 
Entre sus nombres comunes según el Libro Rojo de la Fauna Venezolana están: sapito silbador del Cerro Socopo, rana de los maestros, teachers' frog, Socopo robber-frog. Categorizado por la Lista Roja de Especies Amenazadas como peligro crítico desde el 2004 al igual que el Libro Rojo de la Fauna Venezolana.

## Distribución geográfica
Es una especie endémica del noroeste de Venezuela, conocida solamente del Cerro Socopo (a 1250 m de elevación), a 30 km por carretera al suroeste de la población de Guajiro, municipio Mauroa, estado Falcón. Puede habitar en otros bosques cercanos como Cerro Azul (1880 m) y Cerro Cerrón (2080 m), junto con Cerro Socopo. La serranía de Siruma (también se le conoce con los nombres de Sierra de Jirajara o El Empalado) presenta una situación geográfica privilegiada, con bosques nublados aislados, que la convierten en un lugar de gran interés biogeográfico. Aunque el lugar ha sido escasamente estudiada, cuenta con varias especies únicas y aparentemente endémicas, entre las que destacan la también amenazada rana arborícola Dendropsophus amicorum.

## Descripción
Pequeño anfibio de aspecto robusto. Se caracteriza por la cabeza ancha en forma de cuña. Su hocico es redondeado y puntiagudo. Tiene ojos grandes laterales y tímpano redondo, transparente. Su piel dorsal es lisa y presenta flancos granulosos. Las patas son largas, musculosas. El dorso es pardo con manchas irregulares. Posee un vientre blancuzco de textura lisa, excepto en la superficie inferior de los muslos. Leptodactylus magistris es de hábitos terrestres y diurnos que vive en pequeñas quebradas rodeadas por arbustos y herbazales, en áreas intervenidas que originalmente fueron una selva nublada.

## Amenazas
Entre las posibles amenazas que estarían incidiendo en la disminución de sus poblaciones es la destrucción de los bosques nublados. La localidad tipo de la especie, Cerro Socopo, ha estado desde hace muchos años sometida a una acelerada destrucción de sus ambientes boscosos por obras agrícolas e incendios. La cobertura vegetal de la selva nublada en las posiciones topográficas más elevadas ha sido drásticamente reducida. Esta situación se ve agravada por su distribución restringida.

## Estado de conservación
Se encuentra amenazada de extinción por la pérdida de su hábitat natural.
Se recomienda estudios taxonómicos a nivel genético-molecular para establecer las relaciones de parentesco con otras especies de distintas regiones del noroccidente de Venezuela. En este sentido, la taxonomía aportará datos valiosos para la interpretación biogeográfica de estos lugares poco explorados desde el punto de vista biológico.
No se ha tomado medida alguna para la conservación del Leptodactylus magistris. Se recomienda que se otorgue a toda la unidad geográfica un estatus legal que la ampare en la figura de Área Bajo Régimen de Administración Especial (Abrae), la cual funcione para salvaguardar su biodiversidad única, en especial en los últimos relictos de bosques que aún permanecen en la serranía de Siruma, donde se encuentra ubicado el Cerro Socopo.  Igualmente, se sugiere implementar un programa de monitorización de las especies de anfibios amenazados del cerro y precisar las condiciones de sus ambientes.